# Matthias Walter
Matthias Walter (* 1975 in Ost-Berlin) ist ein deutscher Schauspieler.

## Leben
Matthias Walter studierte von 1996 bis 2000 an der Hochschule für Schauspielkunst »Ernst Busch« Berlin. Erste Gastengagements hatte er bereits während des Studiums am Berliner Maxim Gorki Theater sowie am Deutschen Theater Berlin. Am Berliner Ensemble ging er sein erstes Festengagement ein. Hier arbeitete er u. a. mit Leander Haußmann und Claus Peymann. 
Von 2004 bis 2006 war er am Staatsschauspiel Dresden fest engagiert, wo er u. a. als Prinz Friedrich von Homburg in Dušan D. Pařízeks gleichnamiger Inszenierung zu erleben war. 
Er arbeitete als Gast an verschiedenen Bühnen der Republik, so z. B. am Deutschen Theater Berlin, am Berliner Maxim Gorki Theater, am Deutschen Schauspielhaus Hamburg, am Mecklenburgischen Staatstheater Schwerin sowie am Theater Osnabrück und am Theater Freiburg. Bevor er 2014 an das neue theater Halle ging, war er Ensemblemitglied des Theaters der jungen Welt in Leipzig. Matthias Walter arbeitete bisher u. a. mit den Regisseuren und Regisseurinnen Thomas Langhoff, Johann Kresnik, Walter Meierjohann, Boris von Poser, Henriette Hoernigk, Matthias Brenner, Volker Hesse, Stefan Otteni und Julia Hölscher. Dem Hallenser Publikum sind u. a. seine Verkörperungen des King George VI, Bertie in The King’s Speech (2019) sowie die des Tiger Brown in der Dreigroschenoper (2018) bleibend in Erinnerung. Seit 2020 ist die Inszenierung Gundermann – Blasse Blume auf Sand bis heute in Halle/Saale und auf Gastspielen deutschlandweit zu erleben. Matthias Walter ist immer wieder in Filmen und Serien zu erleben, auch als Sprecher für Hörspiele und Hörbücher tritt er des Öfteren in Erscheinung. Für die Reihe Stubbe – Von Fall zu Fall 2004–2005, für die Serie Großstadtrevier 2003–2005 und für die Serie Alles außer Sex 2005–2006 war er für mehrere Folgen jeweils in einer durchgehenden Rolle zu sehen. Maßgeblich geprägt haben ihn Arbeiten für Film und Fernsehen mit den Regisseuren Andreas Dresen, Thomas Stuber, Maris Pfeiffer und Lars Jessen.

## Filmografie (Auswahl)

### Kino
- 1998: Nachtgestalten
- 2003: Polly blue eyes
- 2004: Sommer vorm Balkon
- 2008: Entzauberungen (später unter dem Titel: Golm)
- 2009: Whisky mit Wodka
- 2010: Henri 4
- 2015: Der junge Karl Marx
- 2020: Die Känguru-Chroniken – Reloaded 3D

### Fernsehen (Auswahl)
- 1997: Raus aus der Haut
- 1998: Sturmzeit – Teil 4
- 2002: Eine außergewöhnliche Affäre
- 2003: In aller Freundschaft – Sehnsüchte
- 2003–2004: Großstadtrevier (20 Folgen)
- 2003–2006: Stubbe – Von Fall zu Fall (vier Folgen)
- 2005: Pfarrer Braun – Adel vernichtet
- 2006: Die Unbeugsamen
- 2006–2007: Alles außer Sex (mehrere Folgen)
- 2006: Die Unbeugsamen
- 2007: Moppel-Ich
- 2007: Der Lehrer – Nicht schon wieder Jan
- 2007: Willkommen im Westerwald
- 2008: Danni Lowinski – Nebenwirkungen
- 2010: Der Bergdoktor – Zweikämpfe
- 2011: SOKO Leipzig – Der Fall Gojko Mitič
- 2011: Alles Klara – Tod einer Hexe
- 2013: Jedes Jahr im Juni
- 2013: Akte Ex (eine Folge)
- 2014: Deutschland 83 – eine Folge
- 2015: SOKO Stuttgart – Rendezvous mit dem Tod
- 2017: Olaf macht Mut
- 2019: Deutschland 89 – eine Folge
- 2020: Krauses Zukunft
- 2020: In aller Freundschaft – Die Krankenschwestern (Folge Plötzlich Mama)
- 2021: Die Pfefferkörner – Vertauscht
- 2021: Der Zürich-Krimi – Borchert und die dunklen Schatten
- 2023: Polizeiruf 110: Der Dicke liebt

## Hörspiele (Auswahl)
- 2004: Karin Fossum: Dunkler Schlaf – Regie: Götz Naleppa (Kriminalhörspiel – DLR)
- 2008: Mario Göpfert: Steppenwind und Adlerflügel (nach dem Kinderbuch von Xavier-Laurent Petit) – Regie: Christine Nagel (Kinderhörspiel – DKultur)
- 2009: Oliver Bukowski: In Grund und Boden – Regie: Alexander Schuhmacher (Hörspiel – SWR)
- 2010: Beate Dölling: Der Hundekönig von Kreuzberg – Regie: Klaus-Michael Klingsporn (Kinderhörspiel – DKultur)
- 2010: Thilo Reffert: Australien, ich komme – Regie: Oliver Sturm (Kinderhörspiel –  DKultur)
- 2013: Eva Lia Reinegger: Jähnicke schmeckt’s – Regie: Stefanie Lazai (Kriminalhörspiel – DKultur)
- 2015: Jenny Reinhardt: Der Elch ist schuld – Regie: Christine Nagel (Kinderhörspiel – DKultur)